# Condesa de Haussonville
Condesa de Haussonville (Comtesse d'Haussonville) es un retrato de 1845 obra del pintor neoclásico Jean-Auguste-Dominique Ingres.
La modelo, Louise de Broglie (1818-1882), era miembro de la rica Casa de Broglie. Pauline de Broglie, de quien Ingres realizó un retrato entre 1851 y 1853, conocido como la Princesa de Broglie, era la esposa del hermano de Louise, Albert de Broglie, político, diplomático y escritor. Bien educada, Louise se convirtió con posterioridad en escritora, ensayista y biógrafa, publicando novelas históricas románticas basadas en las vidas de Lord Byron, Robert Emmet y Margarita de Valois.
La pintura constituye uno de los pocos retratos cuya comisión fue aceptada por Ingres, puesto que el artista estaba más interesado en la pintura de temática neoclásica, si bien, para frustración del pintor, dichas obras no resultaban tan lucrativas como los retratos. Ingres realizó un estudio preparatorio del cuadro, empezando a pintar el lienzo dos años después, si bien tuvo que abandonar el encargo cuando Louise se quedó encinta de su tercer hijo y no pudo posar para el retrato los largos periodos que el mismo requería, llegando la propia condesa a encontrar el cuadro indeterminable y "aburrido".

## Historia
La pintura permaneció en poder de la familia Broglie por ochenta años, siendo expuesta al público en algunas ocasiones. Su primera exhibición en París en 1846 causó, según el propio Ingres, una "tormenta de aprobación entre su familia y amigos". El retrato fue posteriormente expuesto en 1855, 1867, 1874 y 1910, año en que fue grabado por segunda vez, siendo la primera en 1889. Fue, asimismo, distribuido mediante fotografía.
Tras la muerte de Paul-Gabriel d'Haussonville en 1924, sus descendientes vendieron el cuadro al marchante de arte Georges Wildenstein con el fin de compensar el pago de impuestos estatales. La obra fue posteriormente adquirida en 1927 por la Colección Frick por 125.000 dólares, estando la pintura expuesta al público de manera continua en Nueva York desde que la casa de Henry Clay Frick fue convertida en museo en 1935, si bien, a diferencia de otras obras adquiridas directamente por Frick, la Condesa de Haussonville puede ser prestada para exhibiciones en todo el mundo.

## Comisión

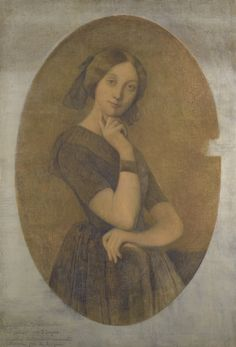
Primera versión de la Condesa de Haussonville, por Ingres (1842).

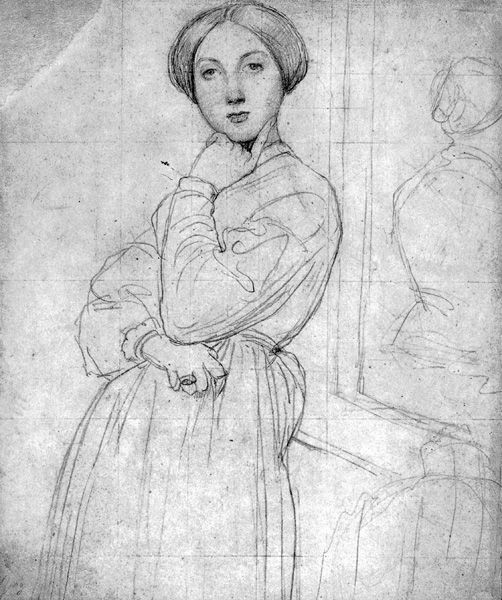
Estudio preparatorio de la Condesa de Haussonville, por Ingres (1842).

Para 1845, la fama de Ingres se hallaba en su punto álgido, siendo frecuentemente solicitado como retratista. Pese a lo lucrativo del negocio, el pintor sentía que los retratos lo alejaban de su verdadero interés, la pintura de carácter histórico, la cual consideraba un arte superior. Debido a esto y por aquel entonces, Ingres sólo había aceptado la elaboración de dos retratos; el de la condesa de Broglie y el de la baronesa de Rothschild, si bien, irónicamente, Ingres es mayormente conocido en la actualidad por sus retratos.
Louise de Broglie tenía alrededor de veintisiete años de edad al momento de la finalización del retrato. Ingres ya había realizado un boceto entre dos y tres años antes con tiza negra a modo de estudio preparatorio. El artista había empezado a pintar una primera versión del lienzo, la cual excluía el espejo y, por consiguiente, cualquier tipo de reflejo, además de mostrar a la modelo en la pose opuesta, siendo esta obra finalmente abandonada. Las sesiones eran largas y transcurrían con lentitud, motivo por el cual Louise las encontraba tediosas y aburridas, llegando a quejarse en una ocasión de que "durante los últimos nueve días Ingres ha estado pintando en una de las manos". La condesa se quedó embarazada de su tercer hijo durante la elaboración del cuadro, lo que le impidió posar y provocó finalmente que la versión de la obra de 1842 quedase inconclusa.
Siempre contrario a los retratos, Ingres afirmó posteriormente que se sentía infeliz con el retrato final de Louise, declarando haber fracasado a la hora de reflejar el encanto de la condesa. No obstante, el pintor se sintió aliviado cuando la obra recibió la aprobación de la familia de Louise, escribiendo que "familia, amigos, y sobre todo el padre amoroso (el duque de Broglie) estaban encantados con él. Finalmente para coronar la obra, M. Thiers - y yo no estaba presente - vino a verlo (...) y le repitió varias veces este perverso comentario 'M Ingres debe estar enamorado de ti para haberte pintado de esta forma'. Pero todo esto no me enorgullece, y no siento que haya transmitido todas las gracias de esa encantadora modelo".

## Composición
La pintura está compuesta por paletas de color azul, gris, marrón, blanco y oro. Louise aparece girada ligeramente hacia la izquierda del espectador, mirando directamente al mismo con una expresión recatada, motivo por el cual este retrato es frecuentemente comparado con el de 
Madame Moitessier. Ingres reintroduce un motivo visto por vez primera en el retrato de 1814 de Madame de Senonnes: el reflejo de la figura central en un espejo situado al fondo. 
Louise luce un vestido de satén gris azulado, pintado con el mismo tono que sus ojos. Su cabello está peinado con raya al medio y recogido en la parte posterior de la cabeza con una cinta color carmesí. El tocador situado ante el espejo contiene una gran variedad de útiles de escritura así como macetas con flores y un lujoso jarrón decorado con motivos orientales. La parte más destacada de esta pintura y sus versiones precedentes es la mano izquierda de la modelo y el dedo índice de la misma, tímidamente apoyado bajo el labio inferior, así como su sinuoso y a la vez antinatural brazo derecho. En la parte inferior derecha, sobre el sillón, puede apreciarse la firma del pintor y el año en que fue completado el retrato.
La obra fue exhibida en 1846 en la exposición Bonne-Nouvelle junto con el cuadro de Ingres de 1814 La gran odalisca y la pintura de 1842 Odalisca con esclava, siendo las tres obras aclamadas por el poeta francés Charles Baudelaire por su "voluptuosidad"; tras el evento, Baudelaire se refirió a Ingres como el pintor de mujeres por excelencia, describiendo este tipo de retratos como los mayores logros del artista.

## Galería de imágenes (detalles de la obra)

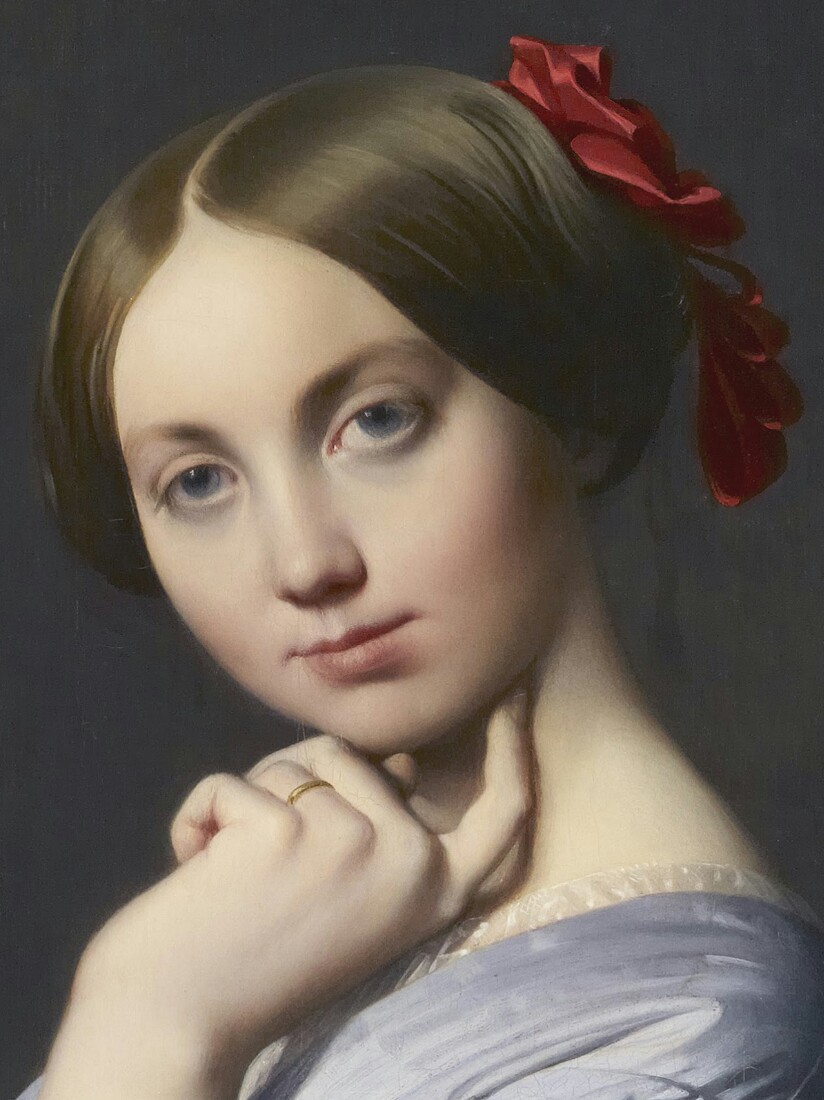
Detalle del rostro de Louise.
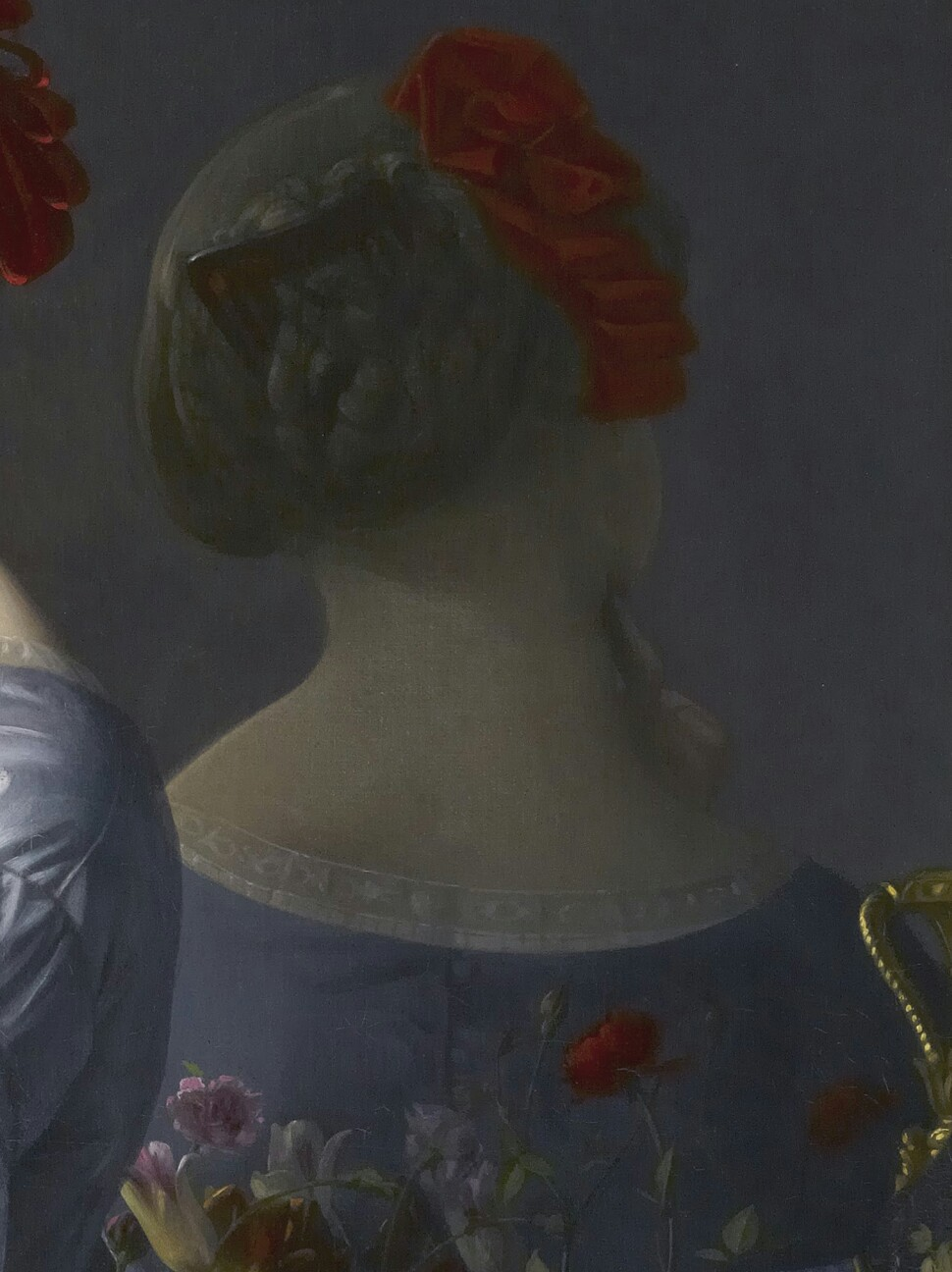
Detalle del reflejo de la condesa en el espejo.
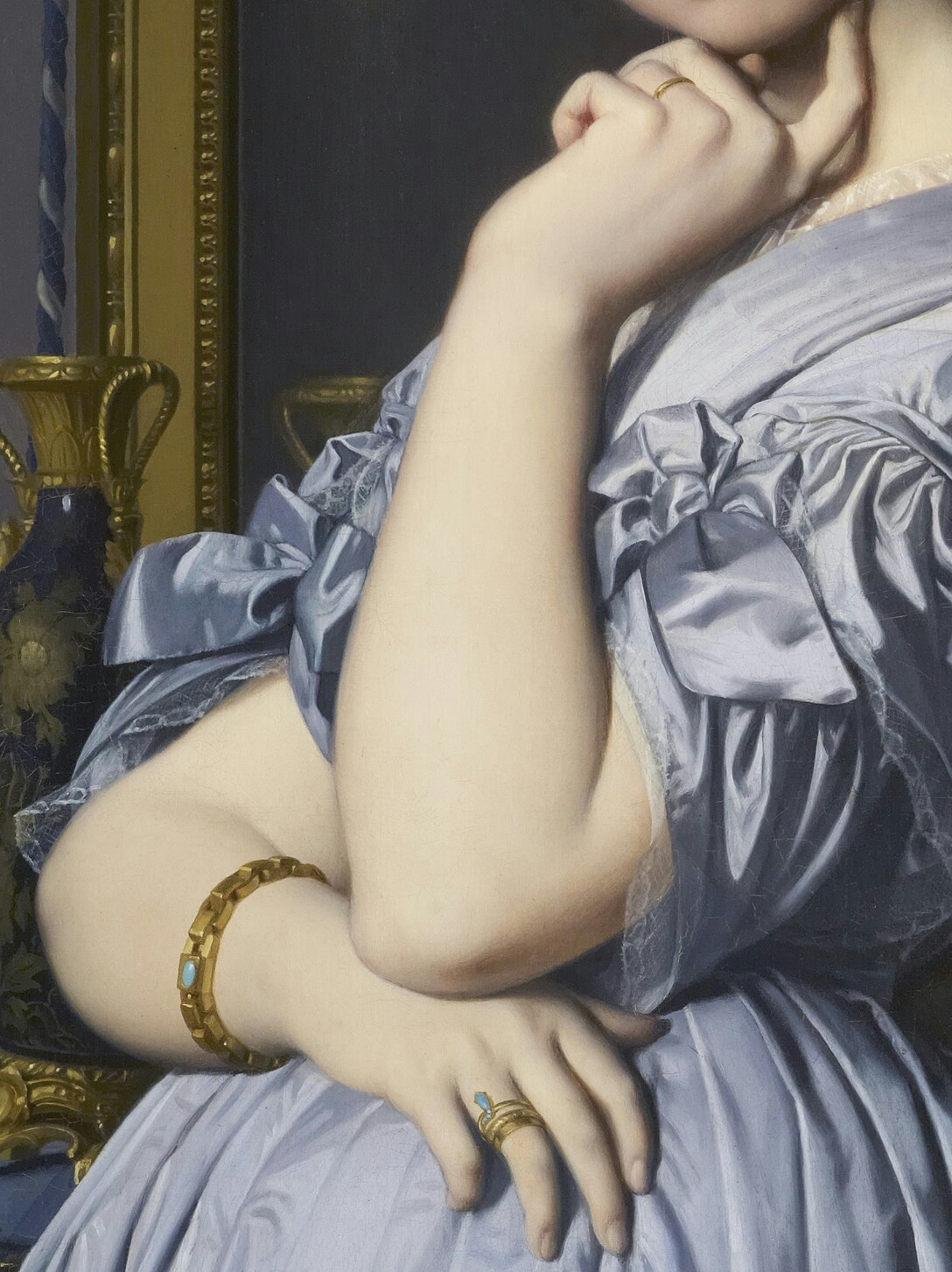
Detalle de los brazos de la condesa.
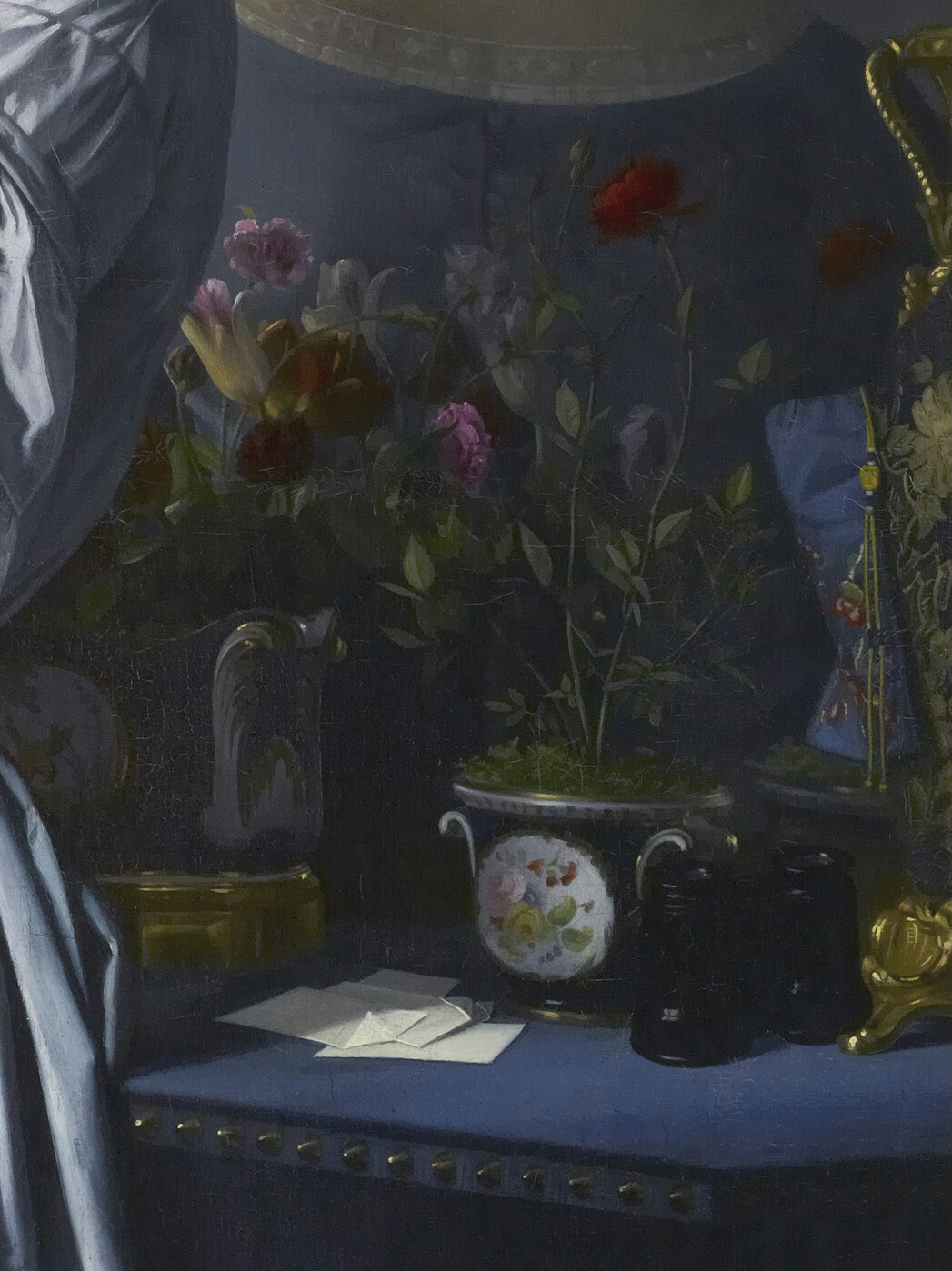
Detalle del tocador.
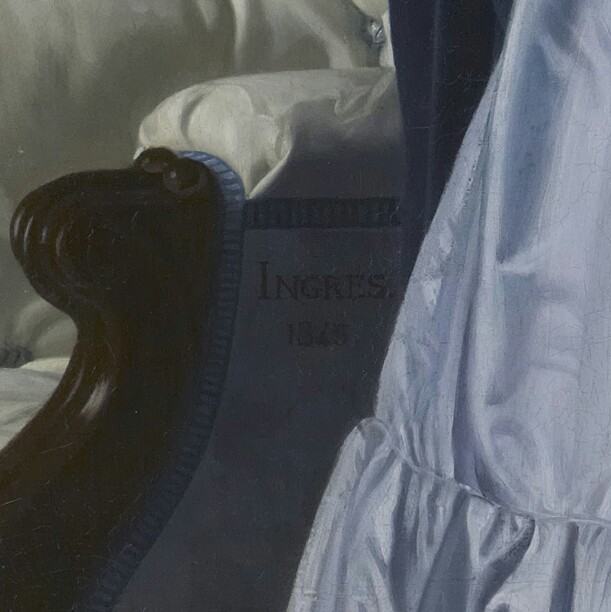
Detalle de la firma de Ingres.